# David McKenna
David McKenna (* 14. August 1968 in San Diego, Kalifornien) ist ein US-amerikanischer Drehbuchautor.

## Leben
David McKenna machte 1991 seinen Abschluss an der San Diego State University. Heute lebt er verheiratet in Kalifornien und ist Vater zweier Söhne.

## Karriere
Bereits im jungen Alter von 26, verkaufte McKenna sein erstes Drehbuch, American History X. Die Geschichte von der Wandlung eines überzeugten und hasserfüllten Neo-Nazis zum fürsorglichen Familienmitglied, wurde unter der Regie von Tony Kaye verfilmt und bescherte Hauptdarsteller Edward Norton dessen zweite Oscar-Nominierung.
Seine nächste Arbeit Body Shots wurde 1999 verfilmt. Der Thriller thematisiert das sexuelle Leben junger Menschen, wurde aber teilweise als Softporno abgestempelt.
Es folgte im Jahr 2000 das Drehbuch zum Actionfilm Get Carter – Die Wahrheit tut weh mit Sylvester Stallone. Dieses Remake des Films Jack rechnet ab von 1971 fiel allerdings bei vielen Kritikern durch.
Im darauffolgenden Jahr erschien der Film Blow mit Johnny Depp. McKenna adaptierte den diesbezüglichen Roman von Bruce Porter über den Aufstieg und Fall des Drogendealers George Jung.
Ebenfalls schrieb McKenna am Drehbuch des Films Bully – Diese Kids schockten Amerika mit, wollte aber seinen Namen aus der Produktion entziehen. Schließlich wurde sein Name unter dem Pseudonym „Zachary Long“ angegeben.
Gemeinsam mit David Ayer schrieb McKenna das Drehbuch zum Actionfilm S.W.A.T. – Die Spezialeinheit. Das 80 Millionen Dollar Projekt ist McKennas größte Produktion, der Film war finanziell sehr erfolgreich.
Ebenfalls von Action geprägt, ist die von Jerry Bruckheimer produzierte Serie E-Ring – Military Minds welche McKenna gemeinsam mit Ken Robinson erdachte. Dabei geht es um eine Abteilung im Verteidigungsministerium der Vereinigten Staaten, welche sich mit gefährlichen Spezialoperationen befasst. Die Serie wurde wegen unbefriedigenden Einschaltquoten nach einer Staffel wieder abgesetzt.

## Filmografie
- 1998: American History X
- 1999: Body Shots
- 2000: Get Carter – Die Wahrheit tut weh
- 2001: Blow
- 2001: Bully – Diese Kids schockten Amerika
- 2003: S.W.A.T. – Die Spezialeinheit
- 2005–2006: E-Ring – Military Minds
- 2017: Cocaine Godmother